# Фантастическая драматургия
Фантастическая драматургия (англ. speculative drama) — разновидность фантастической литературы (научной фантастики, фэнтези и хоррора), использующая драматургическую форму.
Предшественниками фантастической драматургии (а точнее фэнтези) были древнегреческие спектакли по мотивам мифов типа Элевсинских мистерий и средневековые мистерии по религиозным мотивам (например масштабная «Мистерия страстей» 1547 года в бургундском городе Валансьена).
Мичио Каку в своей книге Физика невозможного, ссылаясь на Владимира Набокова, упомянул пьесу Шекспира «Буря» как произведение во многом напоминающее научно-фантастическое произведение, а также упомянул научно-фантастический фильм «Запретная планета» 1956 года, как перенос сюжета шекспировской пьесы в типичный для современной фантастики антураж.
Одним из пионеров научно-фантастической драматургии был Карел Чапек: его пьеса 1921 года «R.U.R.» ввела в популярную культуру имеющее славянские корни слово робот, популярностью пользуются и другие фантастические пьесы автора, такие как «Средство Макропулоса» (1922; чешский композитор Леош Яначек написал на сюжет пьесы одноименную оперу, она также легла в основу советского фильма «Рецепт её молодости») или «Белая болезнь» (1936, в 1937 году экранизирована). Связь между этой пьесой и ранними научно-фантастическими фильмами на тематику роботов рассмотрел Derek Johnston’s в статье «Experimental Moments: R.U.R and the Birth of British Television Science Fiction».
Традиция советской фантастической драматургии восходит к В. Брюсову, А. Н. Толстому, В. Маяковскому. На фантастическом допущении построена фабула пьес М. А. Булгакова «Адам и Ева», «Блаженство» и «Иван Васильевич». По мнению Е. Викторова, пьесы Евгения Шварца относятся одновременно к сказке, фантастике и сатире.
По роману Роберта Л. Стивенсона «Странная история доктора Джекила и мистера Хайда» был поставлен мюзикл «Джекил и Хайд» (Jekyll & Hyde), он также получил множество киновоплощений.
В 2002 году была поставлена пьеса Caryl Churchill A Number. Более современная пьеса Override (2013) автора Stacey Gregg рассматривает внутреннюю реакцию человека на технологические улучшения.
Уже в наше время были поставлены спектакли по мотивам: «Снегурочка» Островского, «Собачье сердце» и «Роковые яйца» Булгакова, «Франкенштейн» Мэри Шелли, театральные адаптации «Марсианских хроник» и «451 по Фаренгейту» Рэя Брэдбери, сценические воплощения романов Терри Пратчетта цикла «Плоский мир», сатирическая комедия Владимира Маяковского «Клоп», пьесы Евгения Шварца и Григория Горина по мотивам Александра Волкова «Волшебник Изумрудного города», Лазаря Лагина «Старик Хоттабыч», Павла Бажова «Хозяйка Медной горы», мюзикл «Мальчик из страны Оз», комедия в 2 действиях по мотивам пьесы А. Б. Стругацких «Невеселые беседы при свечах», спектакль по мотивам книги-хоррора Сьюзан Хилл «Женщина в черном», фэнтезийный мюзикл по книге Грегори Макгвайра «Злая» (переложение «Волшебника из страны Оз»), мюзикл «Джекил и Хайд» по мотивам знаменитого произведения Роберта Луиса Стивенсона и балет «Волшебный орех» (аналог «Щелкунчика»). Связь фантастики и драматургии проявляется и на уровне актеров: сыгравший Логана из «Людей Икс» Хью Джекман участвует в бродвейском мюзикле «Мальчик из страны Оз», а сыгравший Гэндальфа в трилогии «Властелин Колец» Йен Маккеллен специализируется на театральных постановках по Шекспиру и в 2000 году даже получил премию за театральное искусство имени К. С. Станиславского.
По заявление драматурга научной фантастики из Нью-Йорка Mac Rogers «научно-фантастический театр не борется за то, чтобы родиться или быть признанным. Он уже здесь и он уже традиция».
По мнению Е. Викторова, научно-фантастическая драматургия — это практически неосвоенный жанр в русской литературе.
В премии Хьюго с 1960 по 1963 год была номинация «драматическая презентация», в 1965 году номинация «фантастическая драма» (в номинации «фантастическая драма» в 1965 году победителем стал Dr. Strangelove с пьесой «Семь лиц доктора Лао»), а с 1967 по 2002 год номинация «драматическое представление», в 1971 году специальный раздел «драматическое представление», с 2003 по 2022 год две номинации «драматическое изложение: длинная форма» и «драмматическое изложение: короткая форма».
В Aurora Awards за 2003 год в разделе другие работы на английском языке была награждена пьеса CBC Radio «Быстрее света» Джо Махони, Роберта Дж. Сойера и Барбары Уорти, а за 2006 год в разделе другие работы на английском языке была награждена радиопостановка «Рождение» писателей Майкла Ленника и Роберта Дж. Сойера и продюсера Джо Махони, которая прошла на CBC Radio One 8 июля 2005 года.
В премии Sir Julius Vogel Awards в 2003 году была номинация «за сочинение музыки к научно-фантастической драме», победителем которой была признана партитура из «Его жалкая вещь под названием жизнь: аудиороман» с первой трансляцией на Wellington Access Radio в августе 2002 года.
За лучший подкаст в области фантастической драматургии ежегодно вручается Премия «Парсек» в 2 номинациях: короткая фантастическая аудио-пьеса и длинная фантастическая аудио-пьеса.
В России международный драматургический конкурс «Литодрама» совместно с конференцией по фантастике «РосКон» проводит конкурс в номинации «Фантастическая пьеса». В 2016 году победителем конкурса стала Елена Щетинина с пьесой «Ждать».
В книге Ralph A. Willingham Science Fiction and the Theatre перечислено 328 пьес, написанных на английском языке в период с 1901 по 1990 годы.
The Encyclopedia of Fantasy насчитала 383 автора в жанре фантастической оперы.
Существует попытка библиографии, где собрано 547 произведений драматургической формы, имеющих элементы фантастического. Эта библиография в сокращенном варианте (210 наименований) вместе с дополнительным списком (29 наименований) Е. Харитонова «Фантастика в драматургии» была опубликована в журнале «Библиография».
Некоторые фантастические пьесы:
- Станислав Лем (цикл «Четыре пьесы о профессоре Тарантоге» с 1963 по 1975 годы).
- Братья Стругацкие («Жиды города Питера, или Невесёлые беседы при свечах» 1989—1990 годах)
- Генри Лайон Олди («Вторые руки» 2002 года)

Существуют межавторские сборники фантастической драматургии:
- «Six Science Fiction Plays» антология, под редакцией Roger Elwood, Washington Square Press, 1976, ISBN 0-671-48766-3.
- «New Canadian Drama Vol. 8: Speculative Drama: Roswell, Eden’s Moon, Alien Bait» под редакцией Scott Kesi Duchesne, Borealis Press, 2002, ISBN 978-0-88887-265-4.

Иногда пьесы публикуют в фантастических антологиях (например, сокровища сгоревшей планеты 1964 года в антологии Формула невозможного 1964 года и Звёздный бумеранг 2017 года или жажда жизни 1990 года в сборнике Эридиана 1990 года).